# Цибульник
Цибульни́к — річка в Україні, в межах Знам'янського і Світловодського районів Кіровоградської області. Права притока Дніпра (басейн Чорного моря).

## Опис
Довжина 55 км. Площа водозбірного басейну 561 км². Похил річки 1,1 м/км. Долина завширшки 1,5—2 км. Річище слабозвивисте, у верхів'ї влітку пересихає. Використовується на сільськогосподарські потреби, водопостачання. Споруджено кілька ставків.

## Розташування
Цибульник бере початок на околиці с. Іванківці. Тече переважно на північний схід і схід. Впадає до Дніпра (у Кременчуцьке водосховище) в районі с. Микільського. Долина Цибульника від колишнього гирла (біля м. Світловодська) на кільканадцять кілометрів угору за течією затоплена водами Кременчуцького водосховища, внаслідок чого утворилася велика затока.

## Притоки
- Яр Євтушин, Яр Онов (ліві); Обломіївка (права).

## Галерея

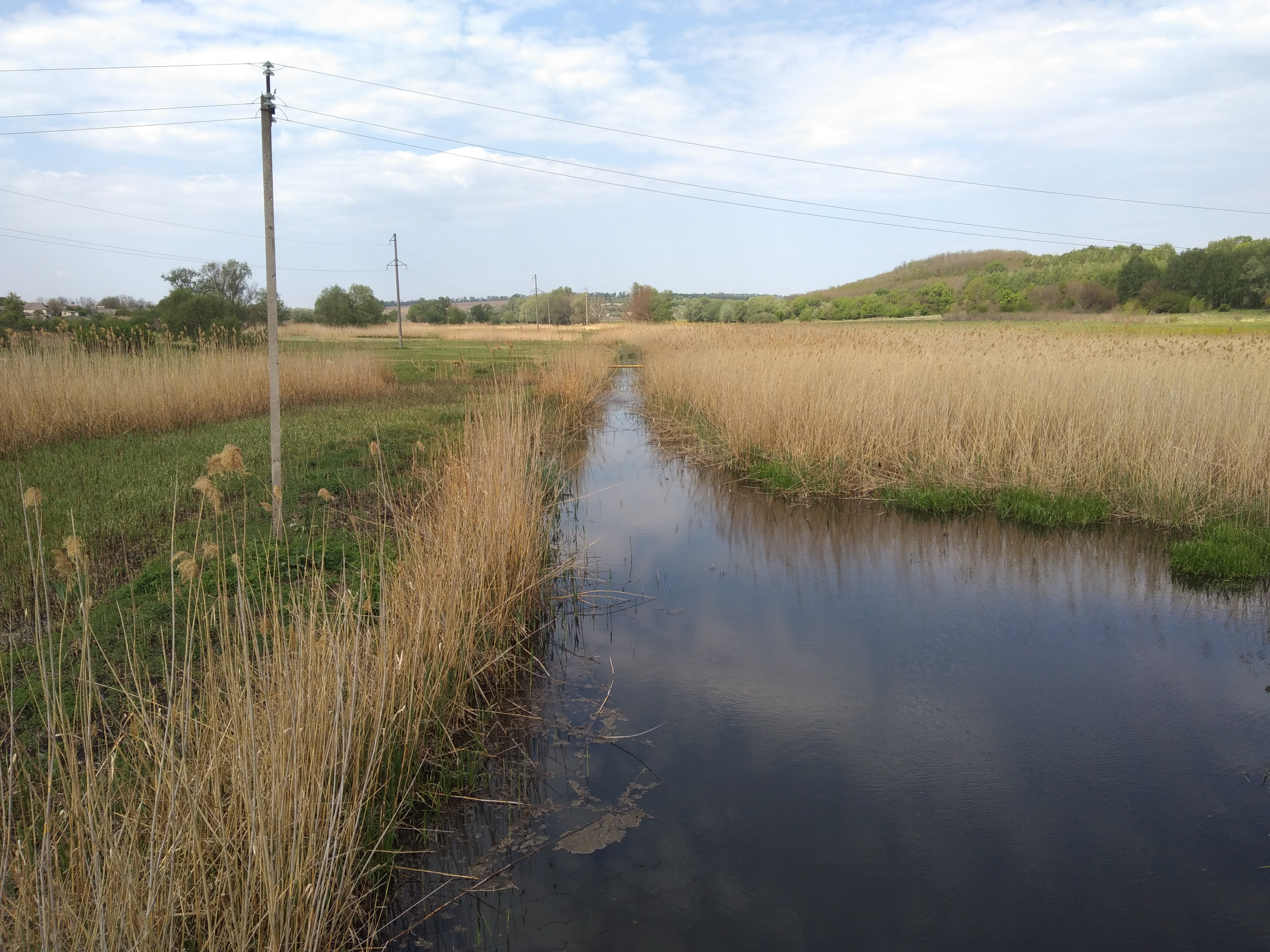
Біля с. Кобзарівка
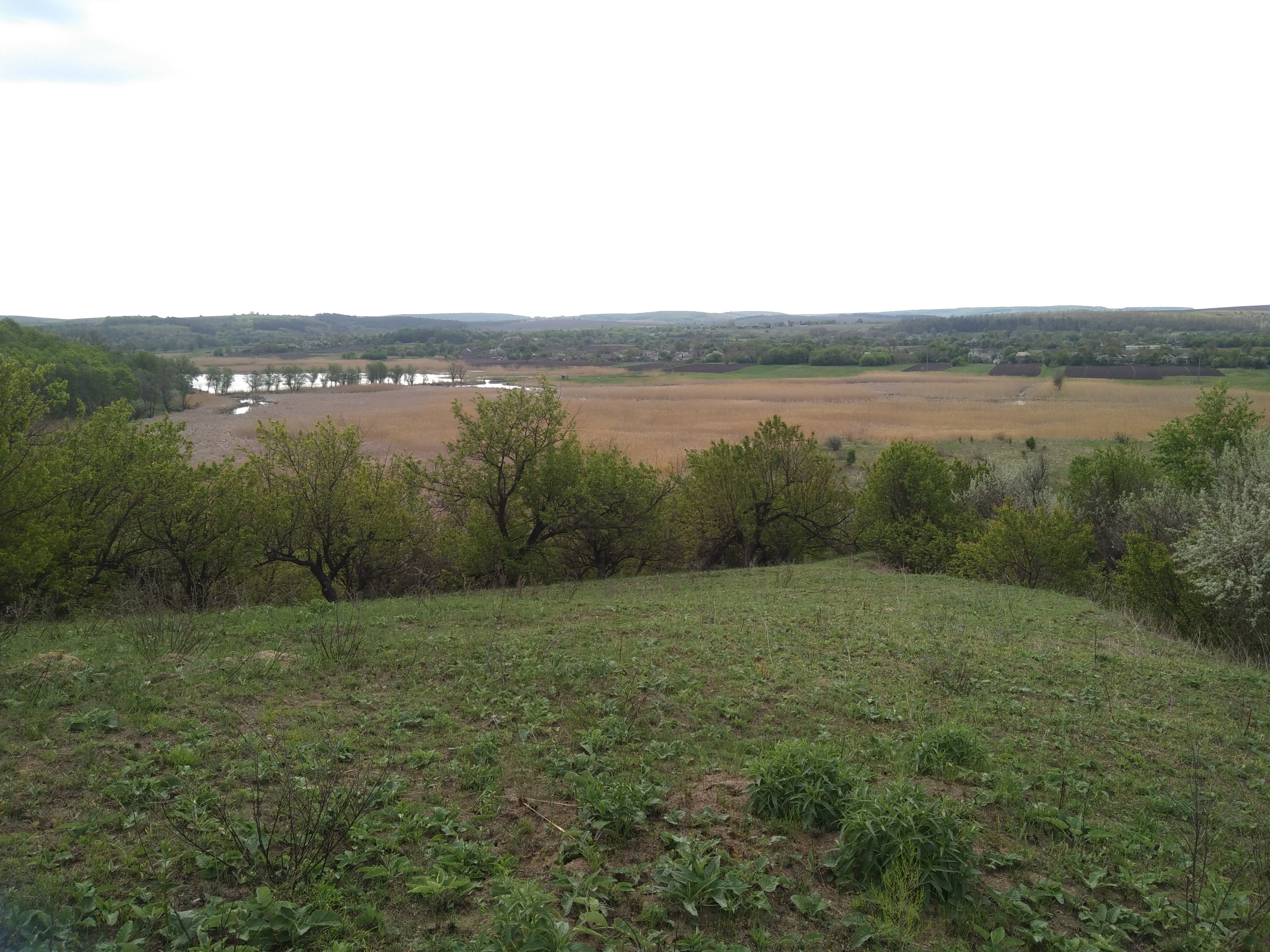
Краєвид на долину біля с. Микільське